# Campionati mondiali di volo con gli sci 2002
I Campionati mondiali di volo con gli sci 2002, diciassettesima edizione della manifestazione, si svolsero dall'8 al 10 marzo a Harrachov, in Repubblica Ceca, e contemplarono esclusivamente la gara individuale maschile. A causa delle condizioni atmosferiche avverse fu realizzata una sola serie di salti.

## Risultati
| Posizione | Atleta               | Nazione   | Punti |
| --------- | -------------------- | --------- | ----- |
| 1         | Sven Hannawald       | Germania  | 396,3 |
| 2         | Martin Schmitt       | Germania  | 368,3 |
| 3         | Matti Hautamäki      | Finlandia | 363,4 |
| 4         | Veli-Matti Lindström | Finlandia | 362,6 |
| 5         | Simon Ammann         | Svizzera  | 360,0 |
| 6         | Roberto Cecon        | Italia    | 346,6 |

Trampolino: Čerťák

## Medagliere per nazioni
| Posizione | Nazione   | Oro | Argento | Bronzo | Totale |
| --------- | --------- | --- | ------- | ------ | ------ |
| 1         | Germania  | 1   | 1       | 0      | 2      |
| 2         | Finlandia | 0   | 0       | 1      | 1      |